# Felix Ackermann
Felix Ackermann (* 1978 in Ost-Berlin) ist ein deutscher Kulturwissenschaftler und Historiker mit den Arbeitsschwerpunkten Angewandte Geschichte, gesellschaftliche Folgen staatlicher Gewalt sowie Geschichte der Digitalisierung von Öffentlichkeit.

## Leben
Ackermann wuchs in Berlin-Mitte auf. Nach dem Abitur am Charles-Darwin-Gymnasium und einem Freiwilligendienst bei Memorial St. Petersburg studierte Felix Ackermann an der Europa-Universität Viadrina in Frankfurt (Oder) und an der London School of Economics and Political Science Kulturwissenschaften, Geschichtswissenschaft und Politikwissenschaft. Für sein Studium wurde er mit einem Stipendium der Hans-Böckler-Stiftung gefördert. In seiner von Karl Schlögel betreuten Dissertation analysierte er die staatliche Konstruktion von Ethnizität und Stadtraum in der heute belarussischen Stadt Hrodna. In Frankfurt (Oder) gründete er 2001 das Institut für angewandte Geschichte, in dem er von 2008 bis 2011 das Förderprogramm der Geschichtswerkstatt Europa der Stiftung Erinnerung, Verantwortung und Zukunft leitete.
Von 2011 bis 2016 lehrte er als DAAD-Associate Professor for Applied Humanities an der European Humanities University in Wilna. Über die Arbeit an der belarussischen Exilhochschule schrieb er das Buch Mein litauischer Führerschein. Ausflüge zum Ende der Europäischen Union, das 2017 im Suhrkamp Verlag erschien. Von 2016 bis 2022 erforschte er am Deutschen Historischen Institut Warschau die Geschichte des Gefängniswesens im geteilten Polen-Litauen.
Für die Frankfurter Allgemeine Zeitung sowie die Neue Zürcher Zeitung erklärt er regelmäßig die Veränderungen der Geschichtskultur in Litauen, Polen und Belarus oder auch der DDR.
2020 setzte er sich als Mitglied der Belarusisch-Deutschen Geschichtskommission für die Verwendung des Landesnamen Belarus statt Weißrussland im deutschen Sprachraum ein. Gemeinsam mit der Slawistin Nina Weller gründete er im August 2020 als Reaktion auf die Wahlfälschungen in der Republik Belarus das Projekt Stimmen aus Belarus.
2022 nahm er einen Ruf an die FernUniversität Hagen an, wo er seit 1. September das Lehrgebiet Public History aufbaut. Zugleich ist er Leitender Direktor des Instituts für Geschichte und Biographie.

## Publikationen

### Monographien
- Palimpsest Grodno. Nationalisierung, Nivellierung und Sowjetisierung einer mitteleuropäischen Stadt. 1919–1991. Wiesbaden 2010. ISBN 978-3-518-46763-3, Online.

### Herausgeberschaften
- mit Janine Fubel, Claudia Weber (2022): Der Zweite Weltkrieg als Evakuierungskrieg. Praktiken der Deportation, Räumung und Zerstörung im militärischen Rückzug. Themenheft der Militärgeschichtlichen Zeitschrift 1 (81). ISSN 2193-2336.
- mit Agnieszka Pufelska (2021): Preußen postkolonial. Themenheft Geschichte und Gesellschaft 4 (47). ISSN 0340-613X.
- (2019): Andrzej Leder: Polen im Wachtraum. Die Revolution 1939-1956 und ihre Folgen. Ins Deutsche übertragen von Sandra Ewers, Redaktion gemeinsam mit Małgorzata Sparenberg. Fibre-Verlag Osnabrück. ISBN 978-3-944870-63-2.
- mit Mark Berman, Olga Sasunkevich (2017): A New Land. Rediscovering Agency in Belarusian History. Politics, and Society, Journal of Soviet and Post-Soviet Politics and Society, Vol. 3, No. 1. ISSN 2364-5334
- mit Benjamin Cope, Miodrag Kuč (2016): Mapping Vilnius. Transitions of post-socialist urban spaces. Vilnius Art Academy Press, Vilnius. ISBN 978-609-447-216-9.
- mit Benjamin Liubimau, Siarhei Liubimau (2016): Mapping Visaginas. Sources of urbanity in a former mono-functional town. Vilnius Art Academy Press, Vilnius. ISBN 978-609-447-217-6.
- mit Sören Urbansky (2016): Reframing Postwar Sovietization. Power, Conflict, and Accomodation. Special Issue, Jahrbücher für Geschichte Osteuropas, Bd. 64. ISSN 0021-4019
- mit Anna Boroffka, Gregor Lersch (2013): Partizipative Erinnerungsräume. Theorie und Praxis dialogischer Wissensvermittlung in Museen. Transcript-Verlag, Bielefeld. ISBN 978-3-8376-2361-1.

### Sachbücher
- Mein litauischer Führerschein – Ausflüge zum Ende der Europäischen Union. Suhrkamp Verlag, Berlin 2017. ISBN 978-3-518-46763-3.
- mit Daivita Jackevičienė, Markus Witzel: Drawing the 20th century. Comics on Lithuanian, Belarusian and German family stories. Cyklonas leidykla, Vilnius 2016. ISBN 978-609-8122-32-9.